# Zuiderzeeschijfslak
De Zuiderzeeschijfslak (Corambe obscura) is een slakkensoort uit de familie van de sterslakken (Onchidorididae). De wetenschappelijke naam van de soort is voor het eerst geldig gepubliceerd in 1870 door Addison Emery Verrill. De soort was de enige schijfslak die voorkwam in Nederlandse wateren, maar na het bouwen van de afsluitdijk nam de populatie gestaag af en is na 1940 niet meer teruggevonden.

## Beschrijving
De Zuiderzeeschijfslak is een kleine, in brakwater levende zeenaaktslak, met een maximale lengte van 7 mm. Het lichaam is geelwit tot groen met donkere vlekjes. Deze vlekjes kunnen de dieren een donker, soms bijna zwart uiterlijk geven. Zowel de voet als het mantelschild zijn ovaal tot cirkelrond. Verstopt onder de mantel zitten twee korte mondtentakels en twee paar gelamelleerde kieuwen. De spitse rinoforen zijn intrekbaar in een lage schede en dragen twee lamellen in de lengterichting. Deze slak leeft vaak in associatie met het mosdiertje palingbrood Einhornia crustulenta, met kalkhoudende korstvormige mosdiertjes zoals zeekantwerk, en wieren.
In 2021 werd er opnieuw een schijfslak ontdekt in Nederland, in het getijdegebied van de Oosterschelde. Het is echter nog onzeker of het hierbij om een Zuiderzeeschijfslak gaat, of om een nieuwe soort.